# مارکو کاستا
مارکو کاستا (انگلیسی: Marco Costa؛ زادهٔ ۷ آوریل ۱۹۹۷) بازیکن فوتبال است.
از باشگاه‌هایی که در آن بازی کرده‌است می‌توان به باشگاه فوتبال مونتسا اشاره کرد.